# 스즈키 겐조 (프로레슬링 선수)
스즈키 겐조(일본어: 鈴木健想, 1974년 7월 25일 ~ )는 일본의 프로레슬링 선수이다. 본명이자 옛 링네임인 스즈키 겐조와는 한자(鈴木健三)가 다르다. 아이치현 헤키난시 출신이며, 키는 190 cm, 몸무게는 118kg이다. 현재는 전일본 프로레슬링에서 KENSO라는 링네임으로 활동하고 있다.

## 수상
- WWE 태그팀 챔피언 (구 버전) 1회